# Christophe Pillon

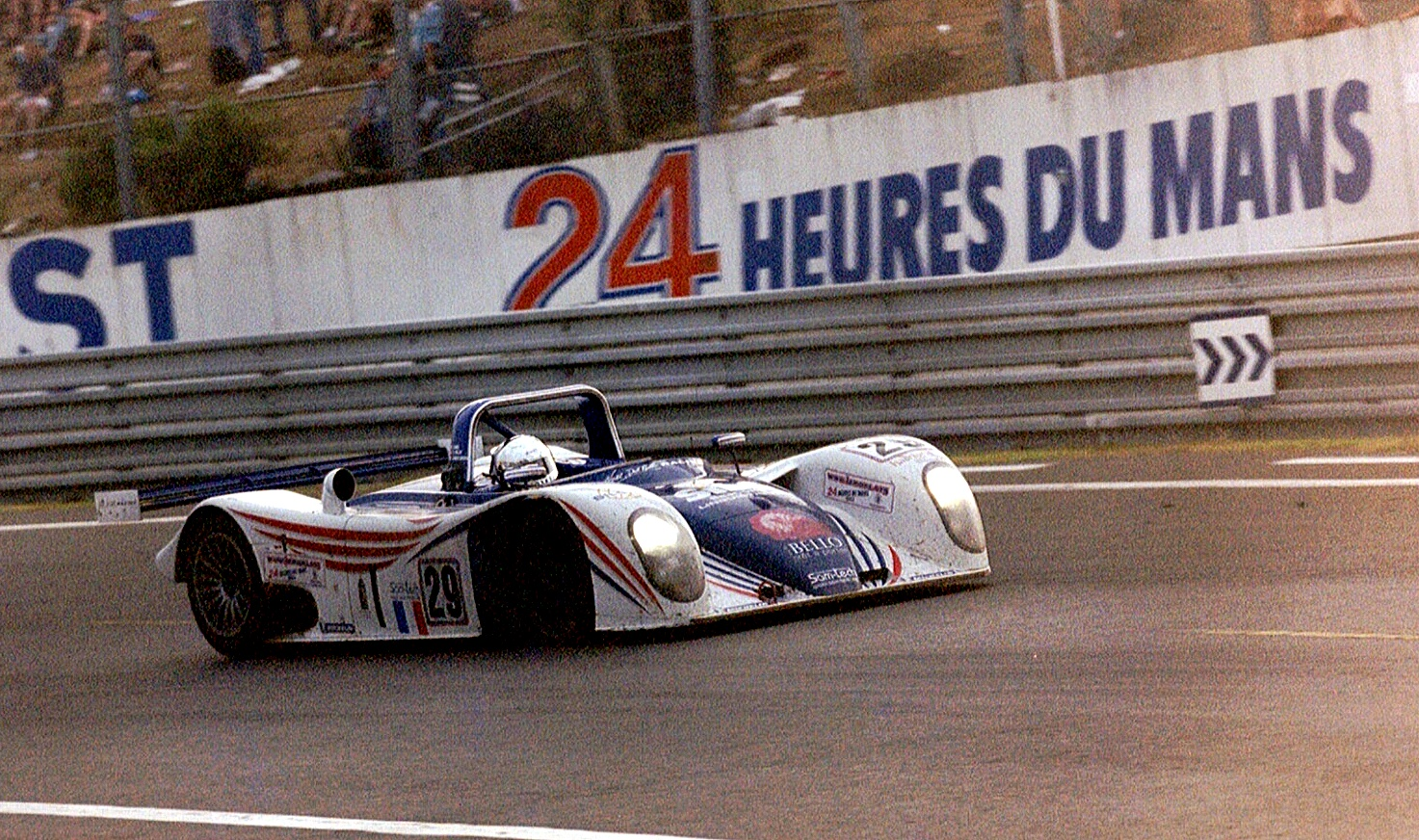
Der Reynard 2KQ von Jean-Luc Maury-Laribière, Didier André und Christophe Pillon beim 24-Stunden-Rennen von Le Mans 2003

Christophe Pillon (* 6. Mai 1967 in Genf) ist ein ehemaliger Schweizer Autorennfahrer und der Sohn von Gérard Pillon.

## Karriere
Christophe Pillon war zwischen 1999 und 2010 vor allem als GT- und Sportwagenrennfahrer aktiv. Er fuhr in der FIA-GT-Meisterschaft, sowie in der American und European Le Mans Series. 2002 und 2003 feierte er LMP2-Klassensiege beim 24-Stunden-Rennen von Le Mans.
Seine letzte komplette Rennsaison bestritt er im Formula-Le-Mans-Cup mit Fahrzeugen der LMPC-Klasse und beendete das Jahr als Siebter der Gesamtwertung.

## Statistik

### Le-Mans-Ergebnisse
| Jahr | Team                  | Fahrzeug       | Teamkollege              | Teamkollege           | Platzierung             | Ausfallgrund |
| ---- | --------------------- | -------------- | ------------------------ | --------------------- | ----------------------- | ------------ |
| 2002 | Noël del Bello Racing | Reynard 2KQ-LM | Jean-Denis Delétraz      | Walter Lechner junior | Rang 19 und Klassensieg |              |
| 2003 | Noël del Bello Racing | Reynard 2KQ-LM | Jean-Luc Maury-Laribière | Didier André          | Rang 15 und Klassensieg |              |
| 2005 | Noël del Bello Racing | Courage C65    | Romain Iannetta          | Ni Amorim             | Ausfall                 | Mechanik     |

### Sebring-Ergebnisse
| Jahr | Team                  | Fahrzeug    | Teamkollege   | Teamkollege         | Platzierung | Ausfallgrund |
| ---- | --------------------- | ----------- | ------------- | ------------------- | ----------- | ------------ |
| 2002 | Noël del Bello Racing | Reynard 2KQ | Mark Smithson | Jean-Denis Delétraz | Ausfall     | Motorschaden |